# Ortholophus
Ortholophus is een geslacht van uitgestorven zee-egels uit de familie Trigonocidaridae.

## Soorten
- Ortholophus bittneri Philip, 1969 †
- Ortholophus morganensis Philip, 1969 †
- Ortholophus venustus Philip, 1969 †